# Bachata

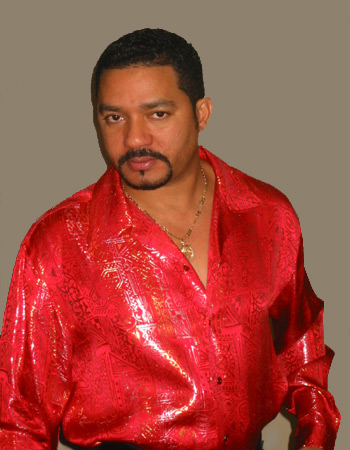
El cantant de bachata Frank Reyes.

La bachata és una cançó de sentiments amargs i densos, de temps generalment lent derivada del bolero.

## Origen i evolució
Va néixer a Santo Domingo en la dècada dels 50 del segle xx i el seu màxim representant és el cantant dominicà Víctor Víctor, encara que Juan Luis Guerra l'hagi exportat amb èxit amb temes com ara "Burbujas de amor" o "Bachata rosa".
Tradicionalment, es balla amb quatre passos, el primer dels quals incorpora una elevació de maluc característica. Fora de la República Dominicana sol ballar-se com un bolero, tot i que la percussió dona una mica més de dinamisme als passos.